# Valsassina
La Valsàssina (in valsassinese Valsasna) è una valle della Lombardia, in provincia di Lecco.

## Morfologia
La Valsassina è racchiusa tra il gruppo delle Grigne a occidente e il gruppo delle Alpi Orobie, che, a semicerchio da oriente a settentrione, la separano dalle valli bergamasche e dalla Valtellina. Si collega al ramo lecchese del lago di Como grazie a due varchi: uno a sud che collega la valle con Lecco; l'altro a nord, che permette la discesa su Bellano.
La valle è percorsa in tutta la sua lunghezza dal torrente Pioverna, il quale nasce dalla Grigna e scorre verso nord, uno dei pochi con questa caratteristica lungo il versante alpino, per sfociare nel lago di Como all'altezza di Bellano, comune nel quale il torrente forma una spettacolare forra chiamata l'orrido di Bellano.

## Collegamenti
La valle è percorsa interamente dalla SP62 che da Lecco risale verso nord e raggiunge Ballabio attraverso il valico di Laorca. La strada segue poi il percorso del torrente Pioverna fino alla discesa sul lago a Bellano.
Una strada di collegamento con le valli bergamasche, la SP64 Prealpina Orobica, sale dal comune di Moggio al Culmine di San Pietro e poi scende nella Val Taleggio. La SP67 collega la valle con Premana, comune della Valvarrone, mentre la SP65 con la Val d'Esino, per ridiscendere poi sul lago a Varenna.
Nel 2006 è stato aperto un raccordo, alternativo al primo tratto della SP62 tra Lecco e Ballabio, che tramite alcune gallerie permette di raggiungere il capoluogo di provincia e la SS36 senza passare all'interno delle frazioni poste sul valico di Laorca.

## Comuni
Percorrendo la valle lungo il torrente, si incontra Ballabio, comune più a sud della Valsassina; si giunge poi alla frazione di Colle di Balisio dalla quale si può proseguire sul fondovalle o risalire il versante est, ovvero quel territorio che viene impropriamente chiamato Altopiano Valsassina, dove si trovano i comuni di Cremeno, Cassina Valsassina, Moggio e Barzio. Proseguendo verso nord lungo la SP62, si passa per i paesi della bassa valle: Pasturo, Introbio, Primaluna, Cortenova e Taceno. Qui si incontra un bivio: continuando lungo il torrente, verso nord-ovest, si scende a Bellano, svoltando invece sulla SP67 si raggiungono i comuni valsassinesi di Crandola Valsassina, Margno e Casargo. Proseguendo sulla provinciale stessa, si attraversa un breve valico e si giunge in Valvarrone.
Il comune di Morterone, pur trovandosi in una posizione isolata sul versante nord-est del Resegone e non facendo quindi parte della Valsassina in senso geografico, ha comunque instaurato nei secoli con la valle, in particolare con Ballabio, comune dal quale diparte l'unica strada carrabile che raggiunge il piccolo centro, rapporti commerciali e culturali, tanto da divenire parte della Comunità Montana della Valsassina e da condividere con Ballabio alcuni uffici comunali.

## Prodotti tipici

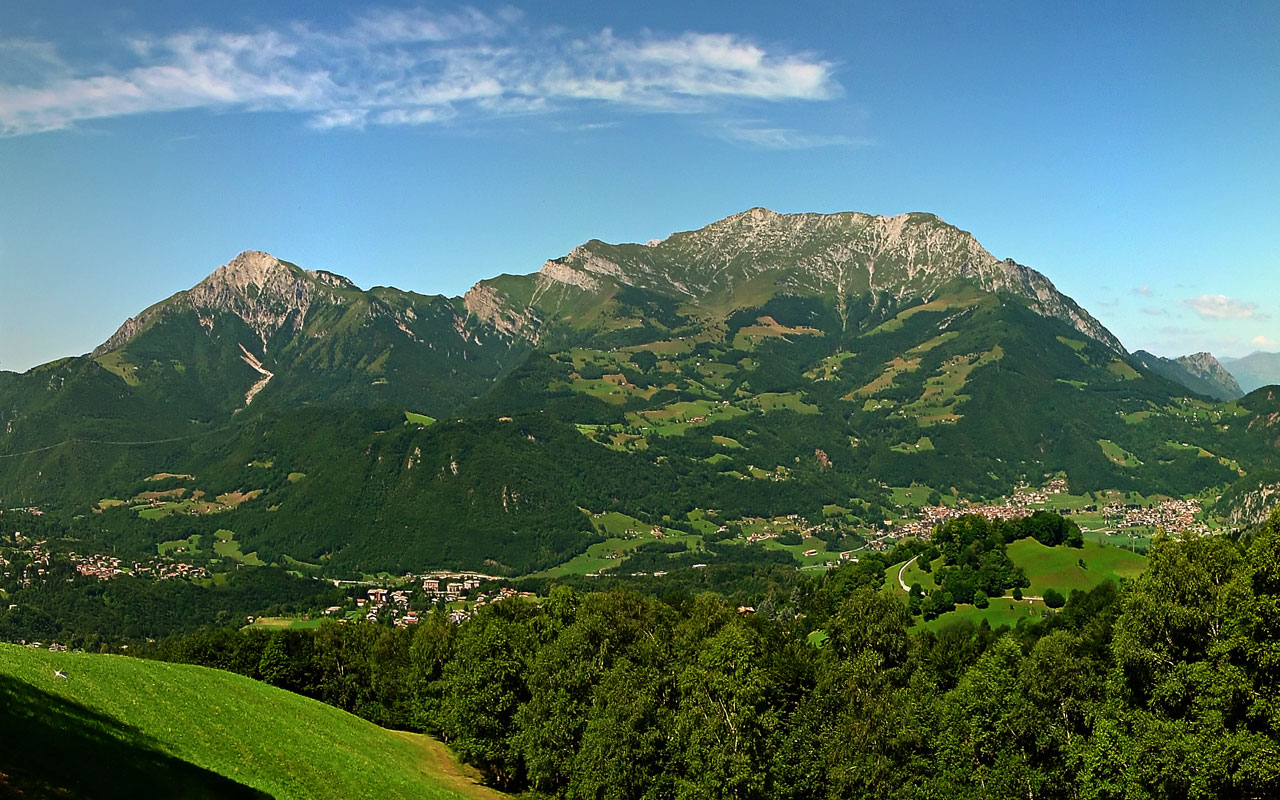
Le Grigne viste da Moggio

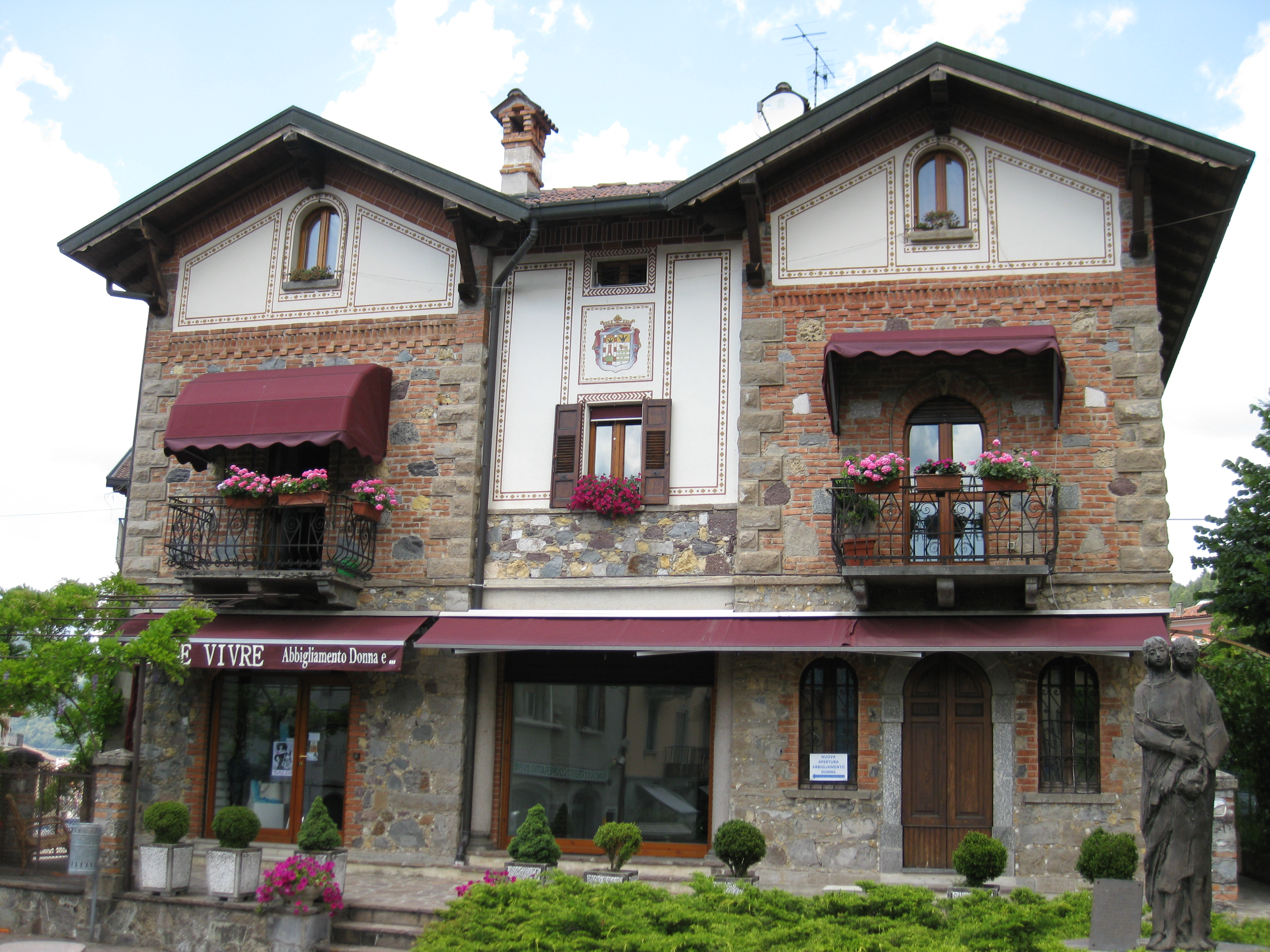
Casa tipica valsassinese a Barzio

### Formaggi
La produzione casearia è il punto forte dell'economia della Valsassina. Le antiche regole dell'allevamento prevedono, tra l'altro, il trasferimento estivo delle mandrie sugli alpeggi alle quote più alte.
Dal latte così ottenuto si ricavano formaggi di indubbia qualità tra cui il taleggio, dalla forma quadrangolare, con crosta sottile e pasta uniforme e compatta, ideale da solo, accompagnato con le pere, o per insaporire altri piatti. Numerose aziende producono anche il caprino, la robiola, il quartirolo, la ricotta. 

### Le polente
- Polenta mosa : cotta con la panna ottenuta per affioramento e con aggiunta di burro fuso.

- Polenta taragna : polenta con farina mista bramata e saracena condita con taleggio, latteria locale e burro

### Funghi
Nei tanti boschi che si trovano in Valsassina (dai boschi di Crandola e di Narro a quelli di Primaluna a Cortabbio, da Nava di Bobbio alla Val Marcia fino al Pian delle Betulle, passando per la Val Varrone) si alternano roveri, castani, faggi, noccioli, abeti e larici, tutte piante adatte alla crescita dei funghi. 

### Castagne
I numerosi boschi di castagni presenti in tutta la valle permettono di raccogliere grandi quantità di castagne. Nel periodo invernale ogni paese organizza eventi a base di caldarroste.

### Dolci
I dolci tipici della Valsassina sono i caviadini, i sassetti (biscottini con mandorle, ottimi col vino), il Grigna, fatto di fichi secchi, noci, frutta candita e uva sultanina. La torta di pane, caratteristica della cultura contadina che sfruttava quello che c'era in casa, si fa con il pane raffermo e vari altri ingredienti, tra cui di base amaretti, uvetta, cannella e uova; in alcune varianti vengono impiegate mele, cioccolato o cacao, soprattutto nelle ricorrenze delle feste patronali.
Altro dolce è la "Miascia", fatto con il latte della mucca che ha appena partorito (quindi più grasso), zucchero e farina di mais, un piatto che serviva per dare forza ai contadini nei campi o nei periodi invernali.

### Altri prodotti
Gli scapinasc sono ravioli con ripieno semi-dolce fatto con uvetta, amaretti, formaggio e pangrattato, conditi con abbondante formaggio grattugiato e burro fuso (tipici quelli della festa patronale di san Biagio il 3 febbraio a Bindo, una frazione di Cortenova). Il nome deriva dal termine dialettale scapin, calza fatta con quattro ferri, di lana grezza; scapinasc invece era una calza-scarpa che veniva fatta con una soletta rinforzata e si portava in casa.
A Cortenova alla fine di novembre, quando si aprono i mercatini di Natale, si tiene il concorso del vin brulé con i mercatini di Natale. Nel periodo natalizio vari presepi e alberi partecipano al concorso "Un Canton un presepi". Girando per il paese è possibile gustare dei dolcetti e del vin brulé offerti dagli abitanti. Dal 2012 è attivo il presepe vivente che si tiene per tutta la vigilia di Natale e che termina nella chiesa di Cortenova con la messa di mezzanotte. Un dolce che si sta affermando negli ultimi anni è il lasco (dal nome del protagonista dell'omonimo romanzo valsassinese), simile alla nuvola, presente nel comasco.

## La frana di Cortenova
La notte del 1º dicembre 2002, dopo giorni di violenti temporali, una frana ha sepolto parte di Bindo, frazione di Cortenova, bloccando la strada provinciale che corre sul fondovalle, importante asse di collegamento con Lecco. In seguito a questa frana molti terreni sono stati trasformati da agricoli ad industriali con l'avvio di una serie di fabbriche metalmeccaniche lungo il fondovalle che va da Introbio a Taceno, il che cambiò drasticamente un territorio che prima era una piccola oasi verde a pochi chilometri dalle grandi città.
La strada provinciale è rimasta interrotta per sette anni ed è stata ripristinata attraverso la costruzione di una galleria, il "tunnel Bindo", inaugurato il 2 agosto 2009.

## Popolazione
La Valsassina ha 13 470 abitanti al 31 dicembre 2019.
Elenco dei Comuni per popolazione:
| Pos. | Stemma | Comune di           | Popolazione (ab) | Superficie (km²) | Densità (ab/km²) | Altitudine (m s.l.m.) |
| ---- | ------ | ------------------- | ---------------- | ---------------- | ---------------- | --------------------- |
| 1°   |        | Ballabio            | 4114             | 15,04            | 273,54           | 661                   |
| 2°   |        | Primaluna           | 2279             | 22,43            | 101,6            | 558                   |
| 3°   |        | Introbio            | 1962             | 26,03            | 75,37            | 586                   |
| 4°   |        | Pasturo             | 1961             | 21,78            | 91,51            | 641                   |
| 5°   |        | Cremeno             | 1636             | 13,18            | 124,13           | 792                   |
| 6°   |        | Barzio              | 1291             | 21,35            | 60,47            | 769                   |
| 7°   |        | Cortenova           | 1185             | 11,77            | 100,68           | 483                   |
| 8°   |        | Casargo             | 838              | 19,71            | 42,52            | 804                   |
| 9°   |        | Taceno              | 542              | 3,75             | 144,53           | 507                   |
| 10°  |        | Moggio              | 495              | 13,43            | 36,86            | 890                   |
| 11°  |        | Cassina Valsassina  | 477              | 2,72             | 175,37           | 849                   |
| 12°  |        | Margno              | 383              | 3,59             | 106,69           | 730                   |
| 13°  |        | Crandola Valsassina | 245              | 8,81             | 27,81            | 780                   |
| 14°  |        | Parlasco            | 134              | 3                | 46,67            | 679                   |